# Burckhard Garbe

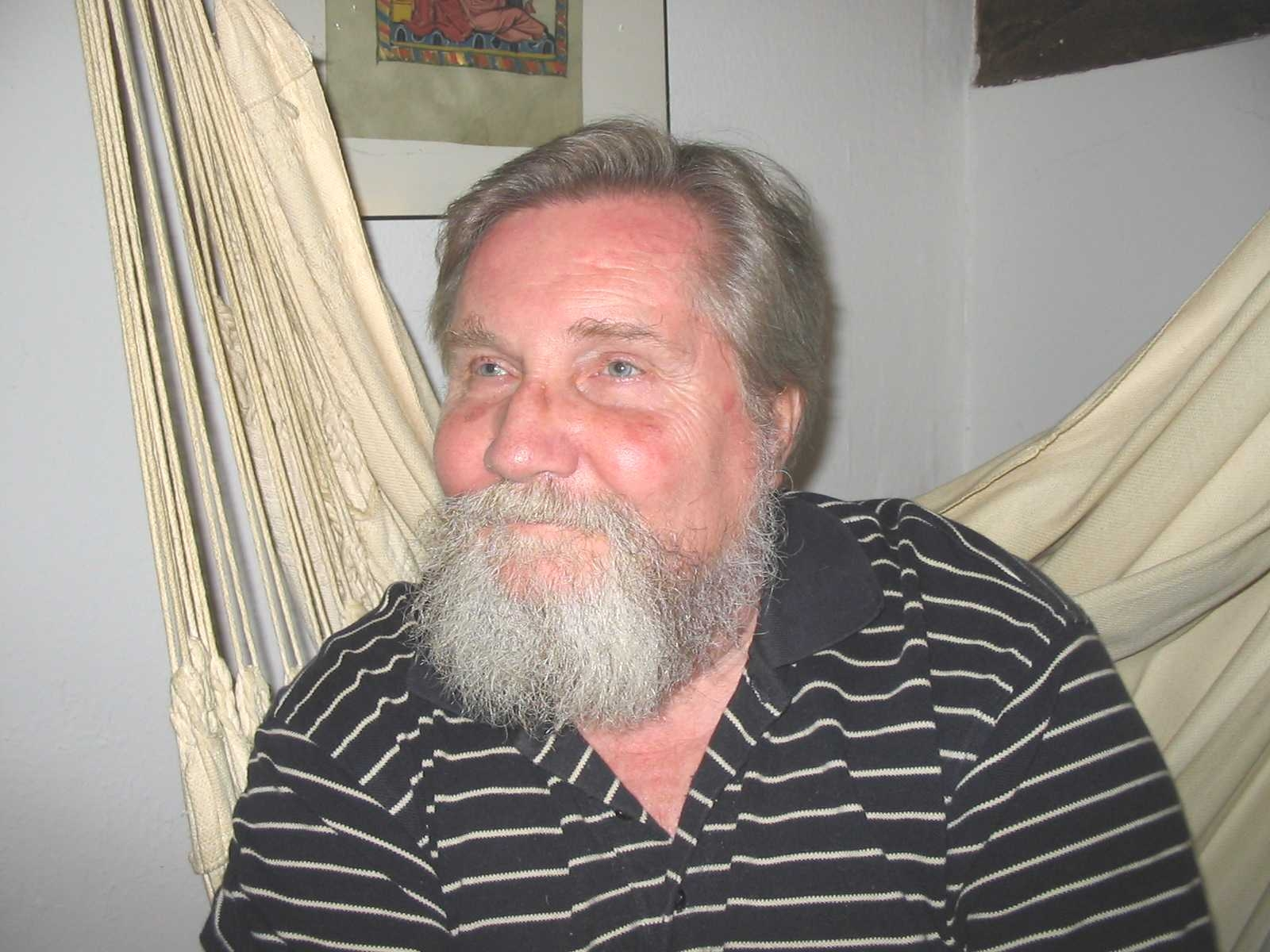
Burckhard Garbe, 2009

Burckhard Garbe (* 29. Juli 1941 in Berlin-Charlottenburg; † 12. Juni 2021 in Frankfurt am Main) war ein deutscher Schriftsteller und Germanist. Er lehrte an der Universität Göttingen Germanistik.

## Leben
Nach dem Studium der Germanistik, Allgemeinen und Indoeuropäischen Sprachwissenschaft und Volkskunde in Göttingen und Tübingen, das Garbe 1969/70 in Göttingen mit der Promotion zum Dr. phil. abschloss, arbeitete er von 1970 bis 1973 als Wissenschaftlicher Mitarbeiter an der Neubearbeitung des Deutschen Wörterbuchs der Brüder Grimm. Ab 1973 war er als Akademischer Rat bzw. später als Oberrat in Göttingen tätig. Ab 2006 war er im Ruhestand.

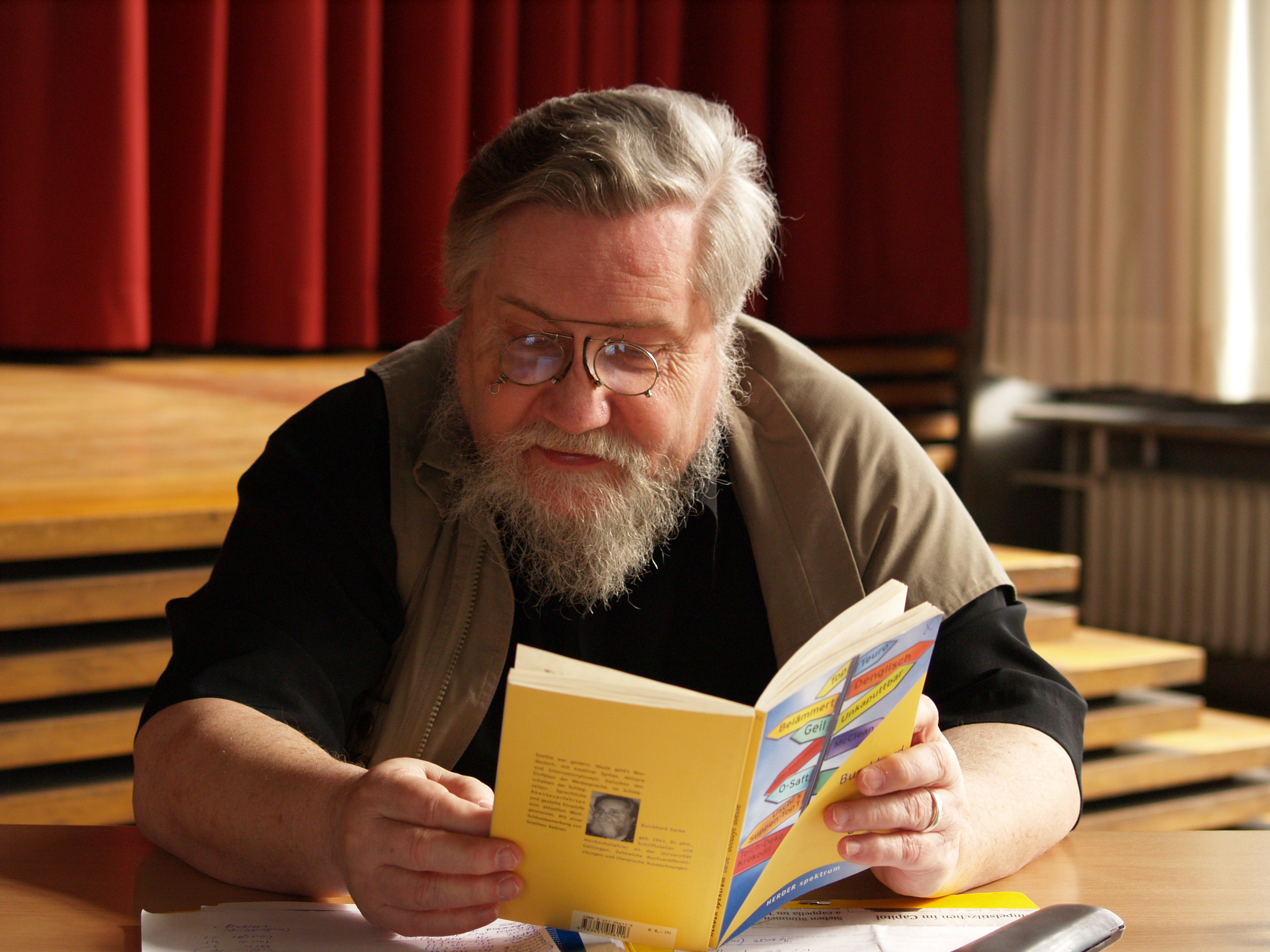
Burckhard Garbe bei einer Lesung 2006

Garbe veröffentlichte mehr als 40 Bücher und zahlreiche weitere Texte. Neben der Erstlesung der Rückseite des Speyerer Codex-Argenteus-Blatts der gotischen Wulfilabibel (1972), Büchern und Aufsätzen über die deutsche Rechtschreibung und andere Themen umfasst das Werk von Garbe auch Kinderbücher, Konkrete Poesie/Visuelle Texte, Aphorismen, ironische Kurzprosa, Sprachglossen, Reisetexte und Um- und Nacherzählungen von Märchen und Sagen sowie Texte zum Sprachunterricht.
Von 1977 bis 2003 leitete er den von ihm gegründeten „Lyrik-Workshop Göttingen“. Er war ab 1991 Mitglied der Europäischen Autorenvereinigung Die Kogge in Minden und ab 1994 Mitglied des Autorenkreises Plesse in Bovenden bei Göttingen. Für seine Veröffentlichungen erhielt er diverse Literaturpreise und Auszeichnungen.

## Privates
Zusammen mit seiner zweiten Frau Dagmar Garbe (ebenfalls Schriftstellerin, 2012 im Alter von 59 Jahren gestorben) initiierte er 2002 den überregionalen Literatur-Nachwuchs-Preis Holzhäuser Heckethaler, der seither jährlich vergeben wird.
Das Ehepaar lebte in Immenhausen-Holzhausen bei Kassel und danach ab Oktober 2011 in Grebenstein. Später zog Burckhard Garbe nach Frankfurt am Main um, wo er am 12. Juni 2021 im Alter von 79 Jahren starb. Er hinterlässt zwei Söhne.

## Preise und Auszeichnungen
- 1984: Hamburger Literaturpreis für Kurzprosa
- 1987: Förderpreis Kurzprosa der Stadt Siegburg
- 1988: Joachim-Ringelnatz-Preis der Stadt Cuxhaven für Lyrik
- 1989: Stadtschreiber Stadtbibliothek Waldmühle Soltau
- 1991: Niedersächsischer Kunstpreis für Literatur
- 1992: Lichtenberg-Aphorismen-Wettbewerb der Stadt Göttingen
- 1998: Einladung 37. Sarajevoer Tage der Poesie: Kinderlyrik
- 1998: Kurzgeschichtenwettbewerb des Süddeutschen Rundfunks „Der Oberrheinische Rollwagen“
- 2002–2004: Poetry Slam Minden
- 2010: Preisträger Hattinger Aphorismen-Wettbewerb „Gedanken-Übertragung“
- 2011: Bürgerpreis 2010 des CDU-Stadtverbands Immenhausen (mit D. Garbe)[5]
- 2011: Goldene Ehrennadel der Stadt Immenhausen (mit D. Garbe)[5]
- 2016: 2. Bubenreuther Literaturwettbewerb
- 2017: Ehrenbrief des Landes Hessen für fünfzehn Jahre ehrenamtlicher Tätigkeit beim Literaturpreis „Holzhäuser Heckethaler“[5]

## Werke
- Sprachliche und dialektgeographische Untersuchungen zur Prager Hs. [= Handschrift] der rheinischen „Rede von den XV Graden“. Dissertation, Göttingen 1969.
- Ansichtssachen. visuelle Texte. Wolfgang Fietkau Verlag, Berlin 1973, ISBN 3-87352-024-9.
- Experimentelle Texte im Sprachunterricht. Pädagogischer Verlag Schwann, Düsseldorf 1976, ISBN 3-590-15373-3.
- Ich habe eine Meise. Bilderbuchstrophen. Sauerländer, Aarau 1980.
- Arbeitsmaterialien: Einführung in die Sprachwissenschaft. Linguistischer Grundkurs im Fach Deutsch. Edition Herodot, Göttingen 1981, ISBN 3-88694-005-5.
- Max-und-Moritz-Kommentar: neu-hoch-germanistische Interpretation der Bildergeschichte von Wilhelm Busch nebst Zitat-Quiz Busch : Goethe. Edition Herodot, Göttingen 1982, ISBN 3-88694-020-9.
- mit Gisela Garbe: Status Quo. Ansichten zur Lage. visuelle texte und collagen 1972–1982. Edition Herodot, Göttingen 1982, ISBN 3-88694-902-8.
- mit Gisela Garbe: Der ungestiefelte Kater, Grimms Märchen umerzählt. Edition Herodot, Göttingen 1985, ISBN 3-88694-907-9.
- mit Sylvia Klimek: Frau Milch wird sauer. Otto Maier, Ravensburg 1986, ISBN 3-473-56045-6.
- Die Autoschlange. W. Fischer, Göttingen 1987, ISBN 3-439-82012-2.
- Otto Risotto. Betz, Wien/München 1987, ISBN 3-219-10358-8.
- Die Kuh auf Rädern. Bilderbuchstrophen. Fischer, Göttingen 1987; Kinderbuch Verlag, Berlin 1993, ISBN 3-358-02050-9.
- Im Kaufhaus Kaufrausch. Bilderbuchstrophen. Schneider, München 1992.
- Zündsätze. Heyne, München 2000, ISBN 3-453-17822-X.
- Die Bunker-Bande. Band 1: Das Geheimnis des Elefanten; Band 2: Jagd auf den Tiermörder. Ritschel, Gladenbach 2000.
- Die hr-Radio-Clique. Wo steckt „Radio Rita X2000“? Ritschel, Gladenbach 2000.
- Ich schenk Dir einen … Reimgeschenke von A bis Z. Heyne, München 2001, ISBN 3-453-19480-2.
- Die schönsten Sagen. Region Kassel. Prolibris, Kassel 2001.
- Die schönsten Sagen zwischen Harz und Weser. Prolibris, Kassel 2002.
- Hier kommt Janot! Vorlesegeschichten ab 4. Ravensburger, Ravensburg 2002.
- Mira und Maro. Katzengeschichte. Carlsen (Pixi-Reihe), Hamburg 2002.
- Tiger, Tiger, Segelflieger. Tierstrophen. Carlsen (Pixi-Reihe), Hamburg 2002.
- Wissen Sie’s – 365 neue Quizfragen. Heyne, München 2002.
- Die schönsten Sagen aus Hessen. Prolibris, Kassel 2003.
- Der Herkules. Paarreime. Prolibris, Kassel 2004.
- Goodbye Goethe – Sprachglossen zum Neudeutsch. Herder, Freiburg 2005, ISBN 3-451-05611-9.
- Goodbye Goethe – Neue Sprachglossen zum Neudeutsch. Herder, Freiburg 2007, ISBN 978-3-451-05828-8.
- Von abbeuteln bis zwiebeln. Das Alphabet der witzigsten Wörter. Herder, Freiburg 2009, ISBN 978-3-451-06006-9.
- Die schönsten Sagen aus Hessen. E-Book, Prolibris, Kassel 2017.
- Der Lotos schmeckt meinen Augen. -- Notizen, Gedichte und Fotos zu einer Chinareise, Reihe Phönixfeder 42, OSTASIEN Verlag / Gossenberg 2018, ISBN 978-3-946114-47-5
- Des Rasenmähers Geliebte – Kurz geschnittene Prosa. epubli, Berlin 2018, ISBN 978-3-7467-5773-5.
- Zündsätze – Polierte Pointen 1.0 2.0. epubli, Berlin 2019, ISBN 978-3-7485-0911-0.

Als Herausgeber
- Die deutsche rechtschreibung und ihre reform 1722–1974. Niemeyer, Tübingen 1978, ISBN 3-484-10294-2.
- Texte zur Geschichte der deutschen Interpunktion und ihrer Reform 1462–1983. Olms, Hildesheim 1984, ISBN 3-487-07475-3.
- Konkrete Poesie, Linguistik und Sprachunterricht. Olms, Hildesheim / Zürich / New York 1987, ISBN 3-487-07905-4.
- Holzhäuser Heckethaler. Die besten Geschichten 2002–2003. Prolibris, Kassel 2004
- Holzhäuser Heckethaler. Die besten Geschichten 2004–2006. Prolibris, Kassel 2007
- Dagmar Garbe: KarlaGeschichten. Die Schnitzerin. 1997. Hg. Burckhard Garbe. epubli, Berlin 2019, ISBN 978-3-7485-0824-3.